# Insurance Europe
Pour les articles homonymes, voir CEA.
Insurance Europe est la fédération européenne de l'assurance et de la réassurance. Depuis 2011, elle succède au Comité européen des assurances (CEA). Elle regroupe actuellement 37 associations nationales de sociétés d’assurance, dont France Assureurs, qui représentent environ 3 200 compagnies européennes d’assurance et de réassurance, soit 95 % des primes d'assurance européennes et un million d'employés.
Le CEA fut créé en 1953 pour suivre les travaux de l'OCDE à Paris. Il a ensuite réorienté ses activités vers l'espace européen et s'est ainsi adapté à la création de la Communauté européenne puis de l'Union européenne.

## Lobbying
Insurance Europe est enregistrée sur le registre européen des représentants d'intérêts depuis 2010. En 2020, elle déclare à ce titre des dépenses d'un montant compris entre 6 500 000 et 6 750 000 euros. 